# Осада Дюнкерка (1944—1945)
Осада Дюнкерка — долговременная осада западными союзниками французского города Дюнкерк на последнем этапе Второй мировой войны, происходившая с 15 сентября 1944 года по 9 мая 1945 года. 
Союзники крайне нуждались в портах для снабжения своих войск в Европе. Город был окружён канадскими войсками в середине сентября 1944 года. Однако вскоре выяснилось, что Дюнкерк сильно укреплён и для его штурма потребуется много сил и времени. После того как был захвачен Антверпен, все усилия союзников были направлены на то, чтобы обеспечить функционирование порта в этом городе, который является одним из крупнейших в мире. Но прежде требовалось очистить устье реки Шельда от немецких войск. Канадские войска были переброшены в Бельгию и приняли участие в Битве на Шельде. Дюнкерк остался в тылу у наступающих союзников. Его осада была поручена чехословацкой бронетанковой бригаде.

## Ход боёв

### Окружение

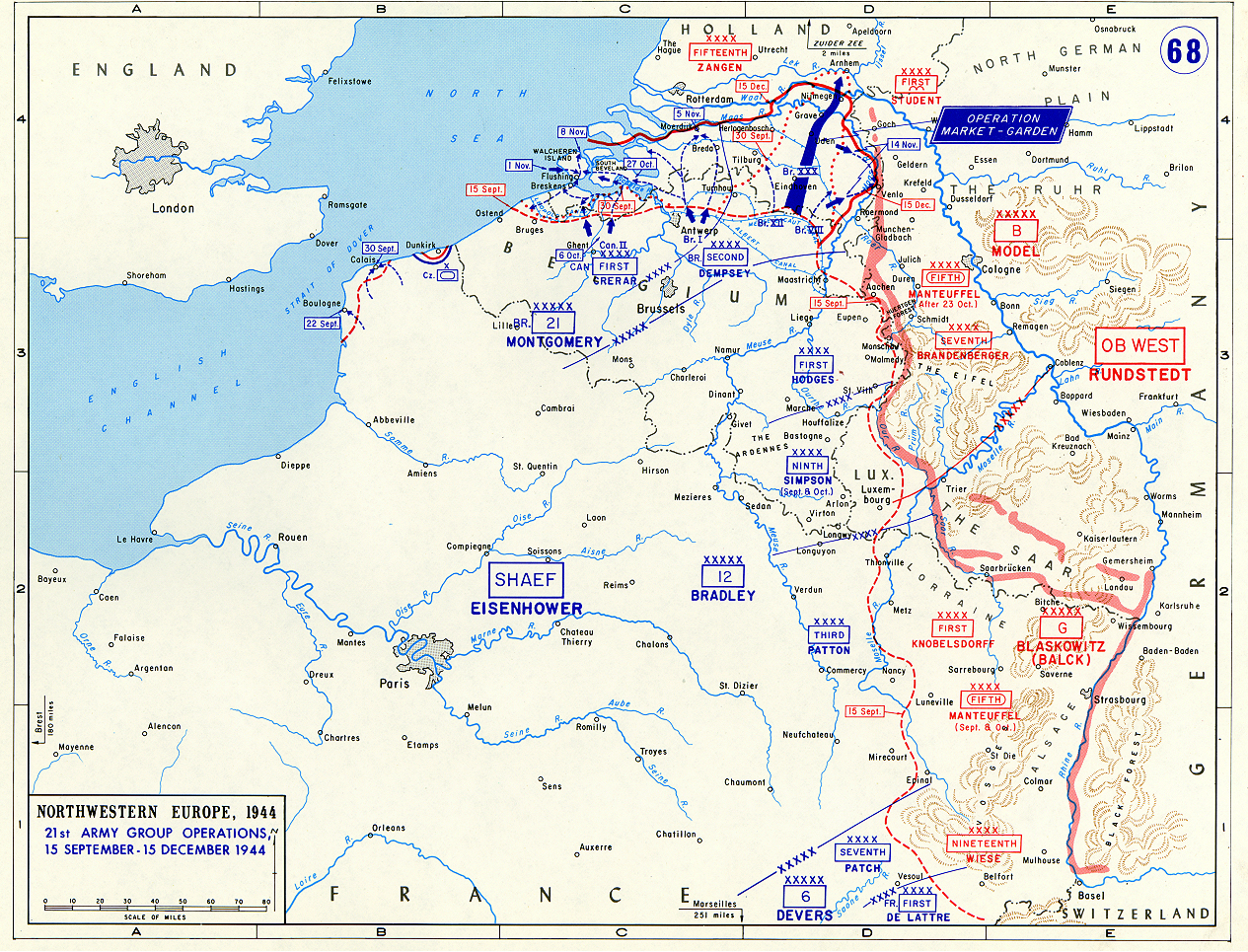
Линия фронта в сентябре-декабре 1944 года

Канадская 2-я пехотная дивизия вышла к предместьям Дюнкерка 8 сентября 1944 года. К 15 сентября были захвачены населённые пункты, находящиеся западнее города — на территории Бельгии. Город оказался в окружении. Канадцев у Дюнкерка сменили британские пехотинцы. 7 октября британцы передали этот участок фронта 1-й чехословацкой бронетанковой бригаде под командованием бригадного генерала Алоиса Лишки.

### Перемирие
4 октября 1944 года по инициативе французского Красного Креста было заключено 36-часовое перемирие с целью эвакуации из осаждённого города мирного населения. В итоге удалось эвакуировать 18 000 гражданских лиц. Во время прекращения боевых действий не было зафиксировано никаких инцидентов, и перемирие было даже продлено, чтобы позволить немцам восстановить свою оборону.

### Немецкие силы
Дюнкерк представлял собой мощный узел обороны. В крепости (нем. Festung) имелось большое количество артиллерии, включая несколько батарей калибра 210 мм. Вокруг города было выстроено три линии обороны. Подступы к городу были заминированы. Немцы взорвали дамбы на каналах, в результате чего с юга город был защищён разлившейся водой. Таким образом, штурм города был возможен только вдоль побережья моря с восточного, либо с западного направления. Немецкие войска, окружённые в городе, помимо гарнизона крепости, включали в себя остатки нескольких разбитых летом дивизий, а также 2000 солдат Ваффен-СС. Всего в крепости находилось от 12 до 14 тысяч немецких военнослужащих .

### Блокирующие силы
Силы, принимавшие участие в осаде города, были интернациональными. Наряду с чехословаками в осаде города принимали участие канадцы, британцы, батальоны французских внутренних войск(фр. FFI) и отряды бельгийского Сопротивления. Сама чехословацкая бригада на момент отправки во Францию была на 34 % укомплектована солдатами еврейского происхождения. Общее количество войск союзников на разных этапах осады могло достигать достигать 10 000 человек.
Силы союзников по численности уступали обороняющимся. Поэтому союзному командованию было очевидно, что попытка взять штурмом хорошо укреплённый город будет обречена на неудачу.

### Боевые действия с октября 1944 года по март 1945 года
Чехословацкая бригада начала занимать позиции вокруг города 7 октября 1944 года. Но уже 8 октября немцы, заметившие передислокацию войск, нанесли внезапный удар по позициям бригады. 9 октября последовала новая немецкая атака. В результате некоторые чехословацкие подразделения вынуждены были отступить с занимаемых позиций. Статус-кво удалось восстановить 9 октября после контратаки чехов, поддержанной британскими танками. Немцы вынуждены были отойти на исходные позиции. Боевые действия 7-9 октября 1944 года явились боевым крещением для чехословацкой бригады.
На 28 октября 1944 года командование бригады запланировало первое наступление на позиции немцев. Датой операции был выбран день провозглашения независимости Чехословацкой республики (в 1918 году). Наступление имело ограниченные цели. Планировалось провести разведку боем в восточном секторе кольца окружения. Утром 28 октября после интенсивной артиллерийской подготовки пехотный батальон чехословацкой бригады при поддержке 21 танка перешёл в наступление. Им удалось продвинуть вглубь немецкой обороны на глубину до 1 км и захватить некоторые передовые немецкие позиции. Операция была признана успешной, так как командование бригады доложило о значительных потерях со стороны противника. Фельдмаршал Монтгомери поздравил личный состав бригады с успехом.
Более мощное наступление было запланировано на 5 ноября 1944 года. В этот раз чехословацкую бригаду огнём поддерживала британская артиллерия, а с воздуха — 12 штурмовиков Тайфун и 36 истребителей Спитфайр. На земле с пехотой в атаку пошли 43 танка Кромвель. Несмотря на серьёзные силы, задействованные в операции, она закончилась неудачей. Танкам не удалось преодолеть минные поля, а пехота оказавшаяся без поддержки танков, вынуждена была отступить на исходные позиции. В результате неудачного наступления было потеряно 12 танков и одна эвакуационная машина. Тем не менее, командование бригады вновь доложило о потерях со стороны противника, значительно превосходящих собственные.
Убедившись в прочности немецкой обороны, командование бригады больше не предпринимало активных наступательных действий. Зима 1944—1945 годов явилась суровым испытанием для войск, осуществляющих осаду Дюнкерка. Если немцы располагались в основном в городской черте, то осаждающие их войска вынуждены были зимовать в блиндажах, которые пришлось рыть в болотистой местности. Отказавшись от попыток наступления, командование бригады попыталось подорвать боевой дух защитников крепости. Для этого были организованы радиотрансляции на немецком языке, в ходе которых зачитывались и комментировались письма родственников немецких солдат, которые попали в руки союзников. Кроме того, позиции противника обстреливались агитационными боеприпасами, содержащими различные пропагандистские материалы. Такая тактика имела некоторый эффект. Так, в период с 8 октября 1944 года по 19 января 1945 года сдалось 699 солдат и 9 офицеров противника.

### Последнее наступление немцев

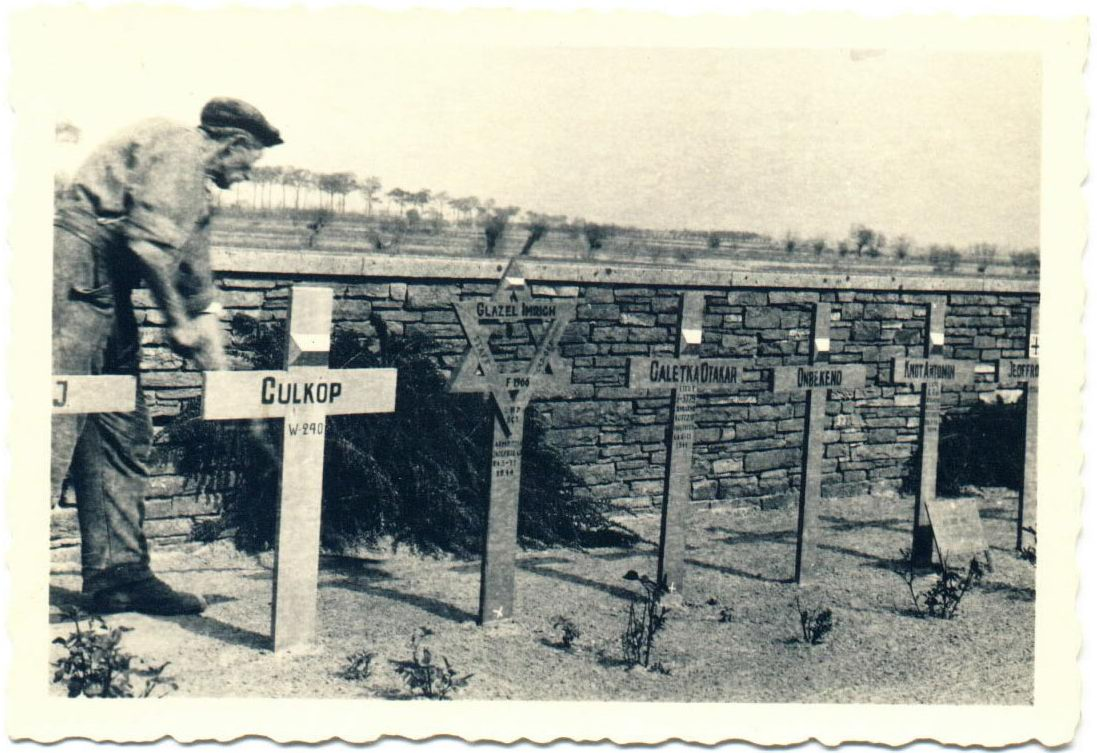
Кладбище солдат чехословацкой бригады, Дюнкерк, 1945

С наступлением весны боевые действия активизировались с обеих сторон. В апреле 1945 года немцы неожиданно перешли в наступление. Их целью была ткацкая фабрика в западном секторе кольца окружения. По итогам шестидневных боёв немцам удалось захватить здание фабрики и отбить все контратаки. Чехословацкая бригада в этих боях потеряла 49 человек убитыми, французы и британцы — 80 человек.

## Конец войны
Гарнизон Дюнкерка продолжал удерживать свои позиции вокруг города до самого конца войны. 6-7 мая немецкая артиллерия подвергла позиции союзников массированному обстрелу. 9 мая 1945 года в половине одиннадцатого утра вице-адмирал Фридрих Фризиус подписал капитуляцию немецкого гарнизона в штабе чехословацкой бригады. Более 12 000 немецких защитников крепости сдались генералу Лишке. После сдачи немецких войск над городом были подняты чехословацкий и британский флаги.